# Tawanda Maswanhise
Tawanda Jethro Maswanhise (* 20. November 2002 in Harare) ist ein simbabwischer Fußballspieler, der für den schottischen Erstligisten FC Motherwell und die simbabwische Fußballnationalmannschaft spielt.

## Karriere

### Verein
Tawanda Maswanhise wurde als Sohn des simbabwischen Sprinters Jeffrey Maswanhise in der Hauptstadt Harare geboren. Seine Karriere begann Maswanhise  in der Jugendakademie des englischen Vereins Leicester City. Ab dem Jahr 2021 spielte er für die U23-Mannschaft in der Premier League 2. Am 6. Januar 2024 gab Maswanhise sein Debüt für die erste Mannschaft von Leicester, als er in der 77. Minute beim 3:2-Auswärtssieg gegen Millwall in der dritten Runde des FA Cup für Wanya Marçal eingewechselt wurde.
Am 18. August 2024 unterschrieb Maswanhise einen Vertrag bis Januar 2025 beim schottischen Erstligisten FC Motherwell. Am selben Tag debütierte er für den Verein als Einwechselspieler in der 58. Minute beim 1:0-Sieg gegen den FC Kilmarnock in der zweiten Runde des Scottish League Cup.

### Nationalmannschaft
Am 26. März 2024 gab Maswanhise sein Debüt in der simbabwischen Nationalmannschaft bei einer 1:3-Niederlage gegen Kenia, als er für Macauley Bonne eingewechselt wurde. In seinen folgenden drei Länderspielen wurde Maswanhise ebenfalls eingewechselt.